# Рютен
Рютен (нім. Rüthen) — місто в Німеччині, знаходиться в землі Північний Рейн-Вестфалія. Підпорядковується адміністративному округу Арнсберг. Входить до складу району Зост.
Площа — 158,09 км². Населення становить 10 565 ос. (станом на 31 грудня 2020).

## Географія

### Сусідні міста та громади
Рютен межує з 9 містами / громадами:
- Анрехте
- Бествіг
- Брілон
- Бюрен
- Ервітте
- Гезеке
- Ліппштадт
- Ольсберг
- Варштайн

## Галерея

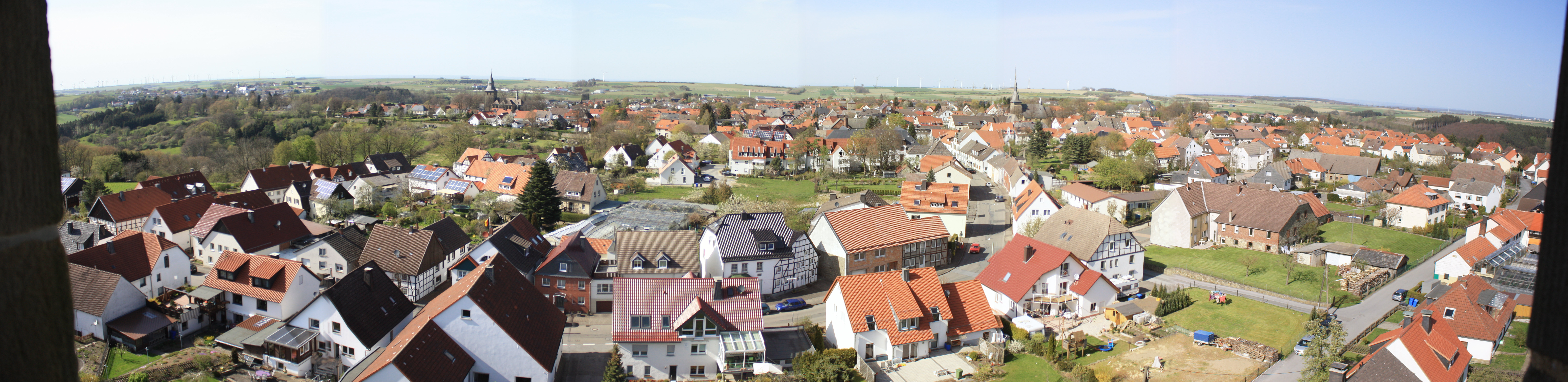
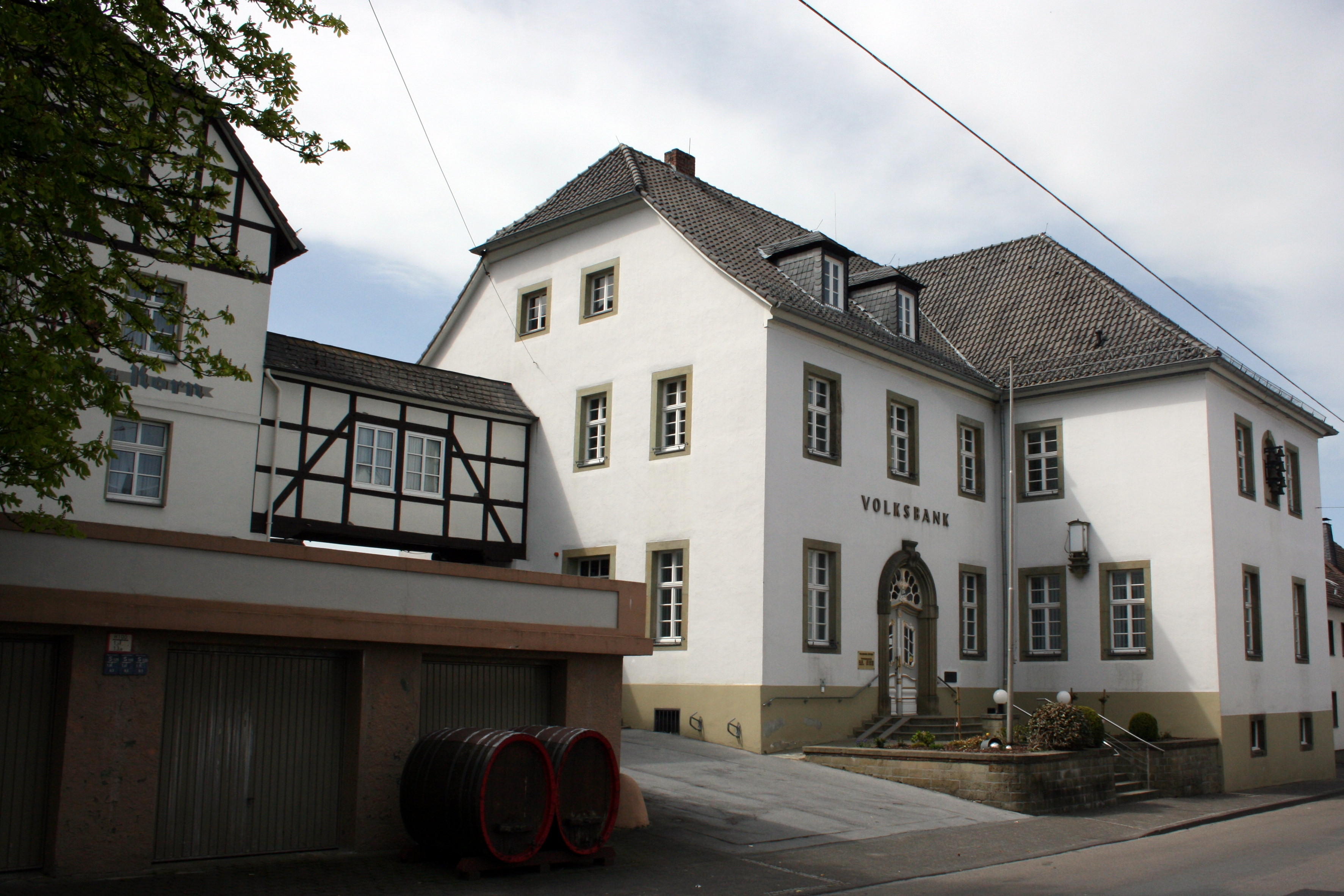
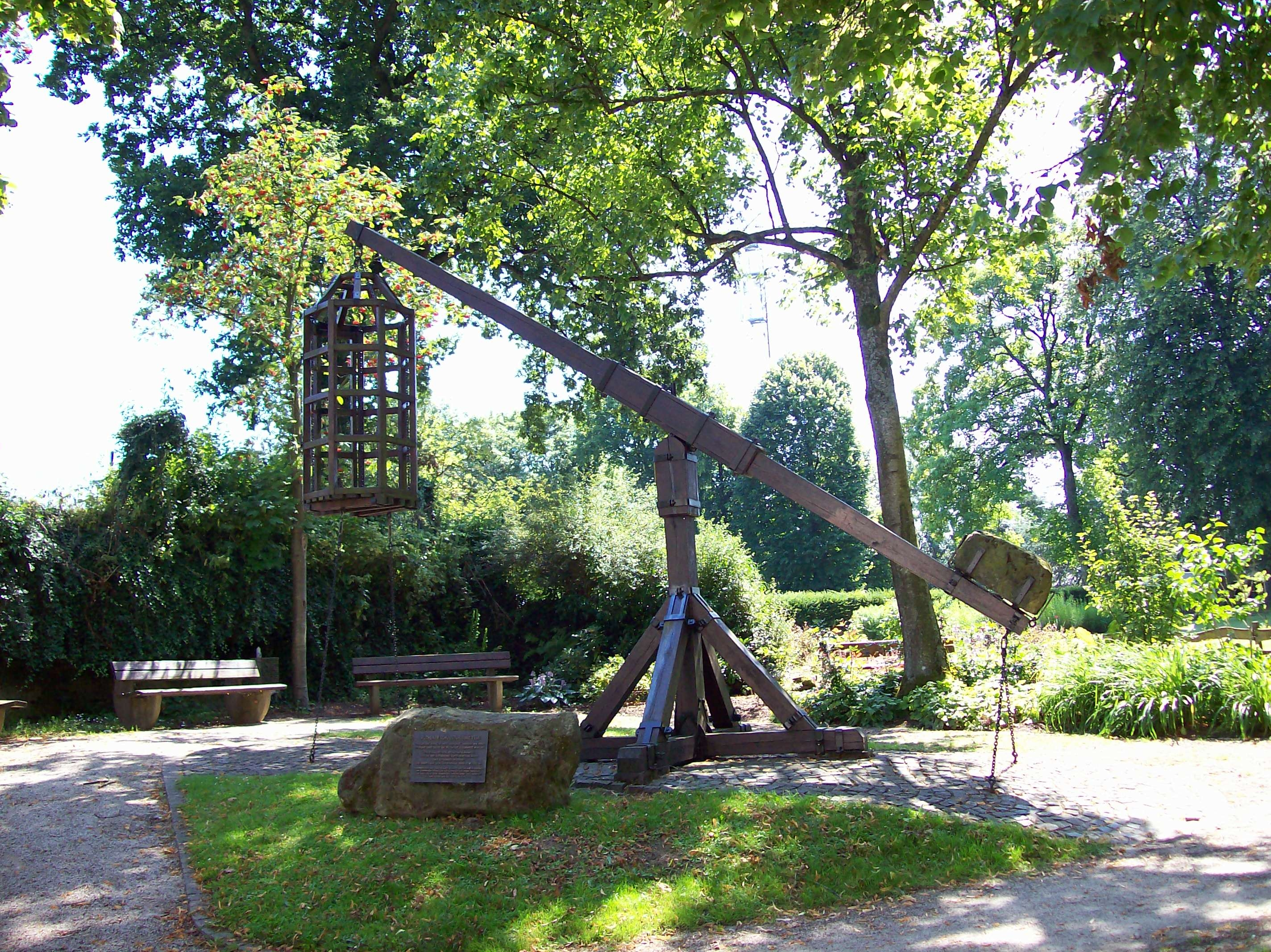
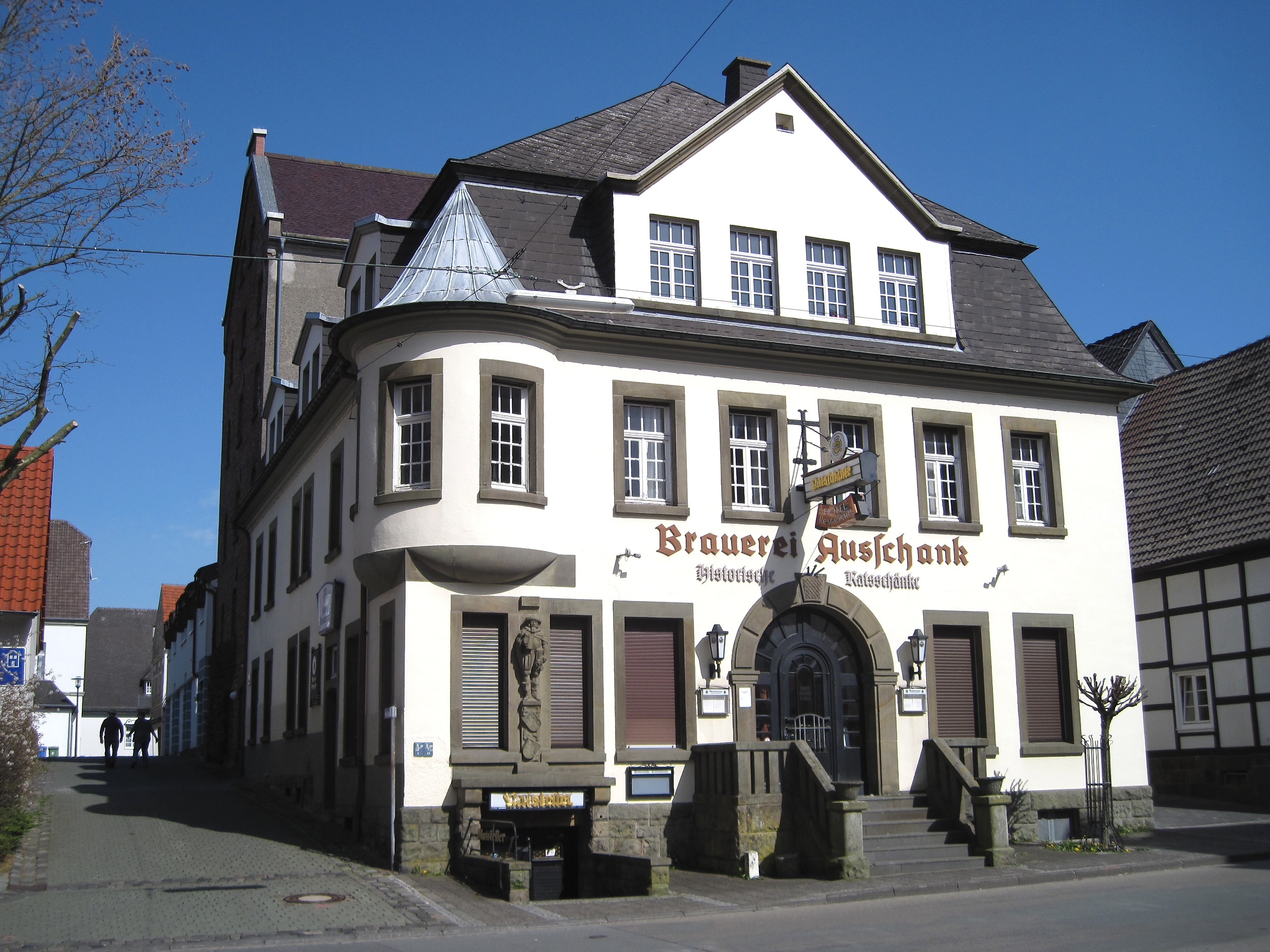
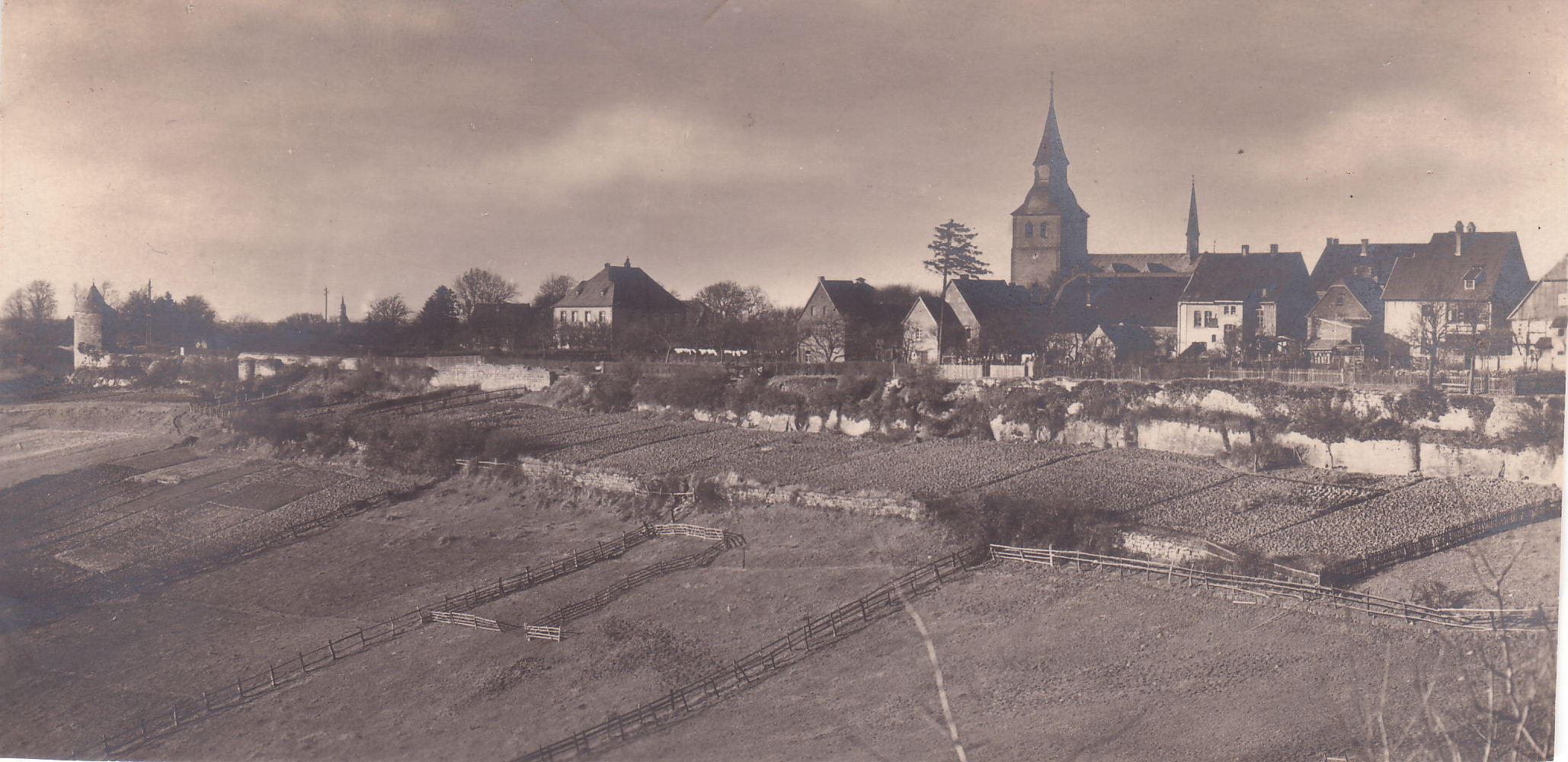
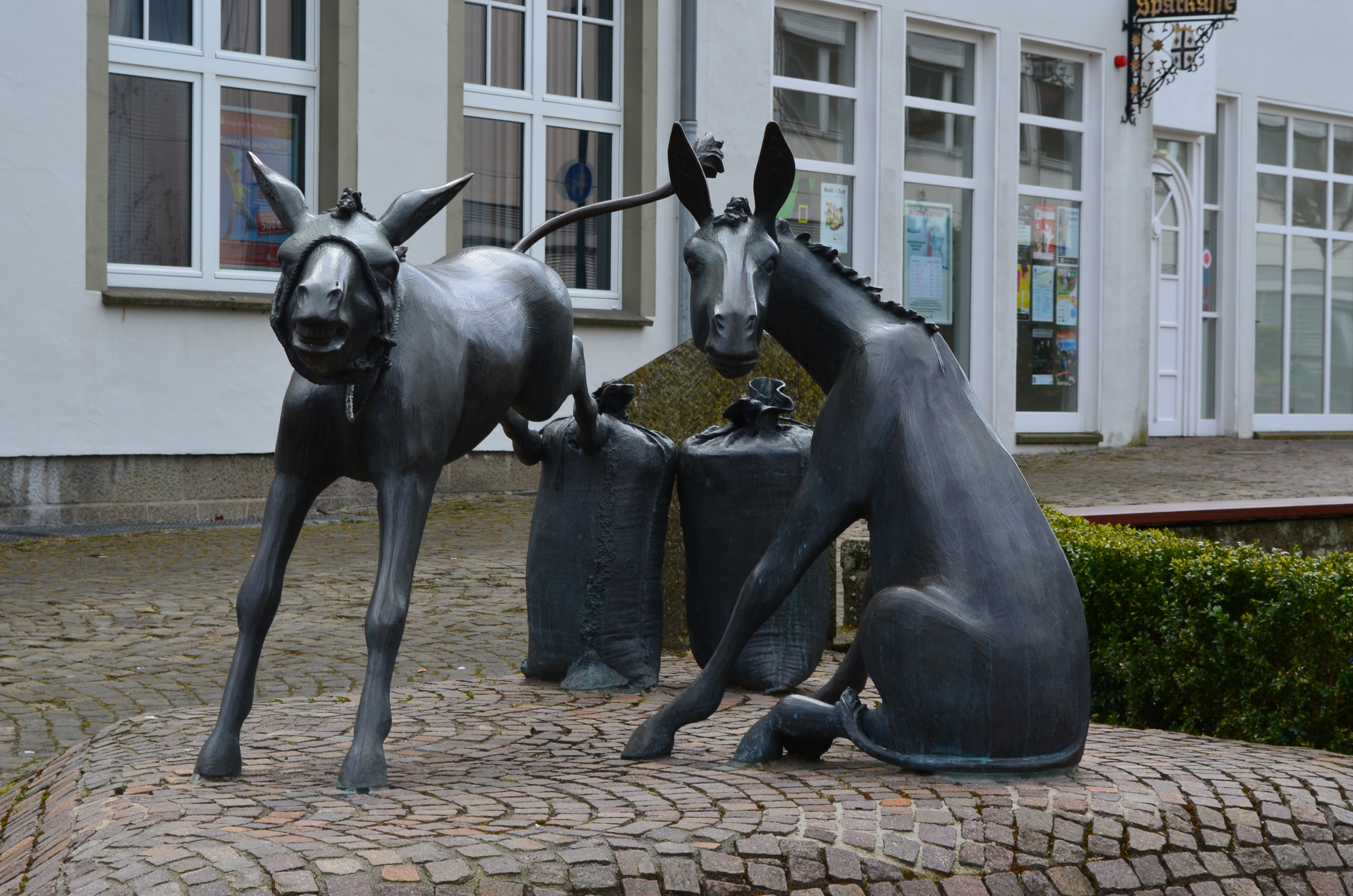

### Адміністративний поділ
Місто  складається з 15 районів:
- Рютен
- Альтенрютен
- Древер
- Геммерн
- Гойнкгаузен
- Калленгардт
- Келлінггаузен
- Кнеблінггаузен
- Лангенштрассе-Геддінггаузен
- Майсте
- Менцель
- Неттельстедт
- Естерайден
- Вайккеде
- Вестерайден